# Danh sách đền tháp Chăm Pa
Tháp Chăm (còn gọi là tháp Champa hay tháp Chàm), là tên gọi thông dụng trong tiếng Việt để chỉ kiến trúc đền tháp Chăm Pa, những quần thể thuộc kiến trúc tôn giáo tín ngưỡng Hindu và Phật giáo của dân tộc Chăm sinh sống ở Duyên hải Nam Trung Bộ Việt Nam ngày nay. Các tháp Chăm là một khối kiến trúc xây dựng bằng gạch nung màu đỏ sẫm lấy từ đất địa phương, phía trên được mở rộng và gọt vun thành hình bông hoa. Mặt bằng tháp đa số là hình vuông có không gian bên trong chật hẹp thường có cửa duy nhất mở về hướng Đông (hướng Mặt Trời mọc). Trần của tháp được cấu tạo vòm cuốn, trong lòng tháp đặt một bệ thờ thần bằng đá. Trong các loại hình di tích kiến trúc cổ ở Việt Nam, kiến trúc đền tháp Chăm Pa giữ một vị trí đặc biệt.
Trong di sản văn hóa Chăm Pa, tháp Chăm là loại hình kiến trúc tôn giáo duy nhất còn lại cho đến ngày nay. Gần 900 năm từ cuối thế kỷ 7 đến nửa đầu thế kỷ 17, người Chăm đã xây dựng nên một nền kiến trúc điêu khắc với hàng trăm đền tháp, xuất hiện ở khắp nơi trên địa bàn cư trú của người Chăm trong lịch sử. Kiến trúc đền tháp Chăm Pa là một loại hình kiến trúc tôn giáo, một di sản có nhiều giá trị để góp phần tìm hiểu nền văn hóa Chăm Pa trong lịch sử. Tính thẩm mỹ trong điêu khắc trên mỗi công trình hiện đã thu hút nhiều thế hệ học giả hơn một thế kỷ quan tâm nghiên cứu.
Dọc theo chiều dài miền Trung Việt Nam, ước tính có khoảng 50 tòa đền tháp Chăm, trong đó những ngôi tháp mới nhất có tuổi đời dao động khoảng 500 đến 600 năm, đặc biệt có những ngôi tháp mang niên đại tới nghìn năm tính đến thế kỷ 21. Đây là những công trình kiến trúc tôn giáo tín ngưỡng của dân tộc Chăm sinh sống ở miền Nam Trung Bộ và mang đặc trưng của kiến trúc Ấn Độ giáo. Theo tiếng Chăm, những đền tháp được gọi là "kalan" (lăng), là nơi các vị vua vương quốc Chăm Pa xây dựng để thờ phụng thần linh. Những vị thần được thờ cúng tại đây có thể là thần Shiva, phúc thần đầu người mình voi Ganesha hoặc những vị Phật tùy theo niềm tin và lòng kính mộ của mỗi vị vua. Tuy nhiên, xã hội Chăm Pa ngày xưa đã có sự kết hợp giữa vương quyền và thần quyền nên nhiều tháp còn thờ những vị vua Chăm Pa, qua đó đền tháp Chăm còn được xây dựng để thờ cúng thần linh. Tuy nhiên, nếu xét riêng trường hợp từng tháp thì thờ tự chỉ là một trong những chức năng, nhưng do hầu hết các tháp hiện nay không còn đồ thờ tự nên việc xác định được những chức năng khác là rất khó.
Việc những vị quân chủ Chăm Pa cho xây dựng những đền thờ thần được nhắc tới sớm nhất vào thế kỷ 6 trong bia ký của Phạm Hồ Đạt (Bhadravarman I). Theo quan niệm Ấn Độ giáo, những thánh đường hay đền thờ là dinh thự của các thần linh. Qua những gì còn sót lại đến nay, có ý kiến cho rằng đền tháp Chăm được xây dựng với mục đích tín ngưỡng, đồng thời những bia ký, đền đài, tượng thờ... đã phản ánh sự đa dạng đời sống văn hóa tinh thần cũng như xã hội vương quốc Chăm Pa cổ.

## Tổng quan kiến trúc
Nhìn chung, nhóm đền tháp Chăm Pa có thể chia bố cục theo hai dạng. Loại mang bố cục bộ ba song hành (kiến trúc có 3 Kalan), tiêu biểu là những quần thể tháp Chiên Đàn, Khương Mỹ, Dương Long... Quy hoạch quần thể dạng này có phần kiến trúc chủ thể gồm ba ngôi đền – tháp đứng song hàng theo trục Bắc – Nam, cùng quay mặt về hướng Đông (hướng mọc của mặt trời). Loại bố cục còn lại có một tháp trung tâm (1 Kalan) có thể kể đến tiêu biểu như một loạt nhóm đền tháp trong quần thể thánh địa Mỹ Sơn, Po Klong Garai, Po Nagar… trong đó tháp trung tâm là nơi thờ thần chủ Shiva.
Trừ một vài nhóm đền tháp như Bằng An, Hưng Thạnh mang đặc điểm kiến trúc mang phong cách Bắc Ấn, những tháp còn lại được biết tới ở Việt Nam đa phần đều mang phong cách Nam Ấn.

## Danh sách
Dưới đây là danh sách một số di tích đền tháp Chăm Pa tại Việt Nam được xác thực tới ngày nay là có tồn tại.

### Nhóm tháp nguyên vẹn hoặc nguyên vẹn một phần
| Tên tháp | Niên đại                      | Hình ảnh | Tỉnh           | Nhân vật được tôn thờ                                                                     | Nguồn  |
| --- | ----------------------------- | -------- | -------------- | ----------------------------------------------------------------------------------------- | ------ |
| Nhóm tháp Liễu Cốc | thế kỷ 13                     |          | Thừa Thiên Huế | Bà Chúa Tháp                                                                              | [ 6 ]  |
| Được xếp hạng di tích cấp quốc gia vào năm 1994. |                               |          |                |                                                                                           |        |
| Nhóm tháp Mỹ Khánh | thế kỷ 8                      |          | Thừa Thiên Huế |                                                                                           | [ 7 ]  |
| Còn gọi là Tháp Phú Diên, được xếp hạng là di tích Kiến trúc Nghệ thuật cấp Quốc gia. Năm 2001, nhóm tháp này xác lập Kỷ lục Thế giới với tiêu chí "Tháp chăm cổ bằng gạch chìm sâu dưới cồn cát ven biển được khai quật và bảo tồn đầu tiên trên thế giới" năm 2022. |                               |          |                |                                                                                           |        |
| Nhóm tháp Bằng An | cuối thế kỷ 9, đầu thế kỷ 10  |          | Quảng Nam      | Shiva                                                                                     | [ 8 ]  |
| Là ngôi tháp duy nhất có hình bát giác còn tồn tại đến ngày nay. Theo các nhà nghiên cứu, thì tháp Bằng An được xây dựng vào khoảng năm 875 còn J. Boisserlier thì dựa vào 2 pho tượng Gajasimha bằng sa thạch đặt ở trước tháp theo phong cách Chánh Lộ đã xác định niên đại muộn hơn (vào thế kỷ 9). |                               |          |                |                                                                                           |        |
| Nhóm tháp Mỹ Sơn | cuối thế kỷ 4 đến thế kỷ 13   |          | Quảng Nam      | Bhadravarman                                                                              | [ 9 ]  |
| Mỹ Sơn là quần thể kiến trúc nổi tiếng nhất của người Chăm ở Việt Nam. Năm 1979, Mỹ Sơn được công nhận là Di tích kiến trúc nghệ thuật đồng thời được công nhận là Di sản Thế giới năm 1999. Đây vốn là một quần thể với hơn 70 ngôi đền tháp mang nhiều phong cách kiến trúc, điêu khắc tiêu biểu cho từng giai đoạn lịch sử của vương quốc Chăm Pa. Hầu hết các công trình kiến trúc, tác phẩm điêu khắc tại Mỹ Sơn đều chịu ảnh hưởng của Ấn Độ giáo. Tính đến năm 1975, Mỹ Sơn chỉ còn lại 32 công trình, trong đó khoảng 20 công trình còn giữ được dáng vẻ ban đầu. Công trình lớn nhất là tháp A1 cao 24 m, có 6 tháp phụ xung quanh, được đánh giá là "kiệt tác" của kiến trúc Chămpa đã bị phá hủy do ảnh hưởng của chiến tranh vào cuối năm 1969. |                               |          |                |                                                                                           |        |
| Nhóm tháp Chiên Đàn | cuối thế kỷ 11, đầu thế kỷ 12 |          | Quảng Nam      | Yoni                                                                                      | [ 10 ] |
| Nhóm tháp này là nơi phát hiện nhiều hiện vật trang trí, điêu khắc có giá trị nghệ thuật, đặc biệt là bệ thờ Yoni và các bức tượng người, động vật (tượng rắn Naga, ngỗng thần Hamsa, chim thần Garuda, voi thần Gajasimha...) được thể hiện theo phong cách Chánh Lộ. |                               |          |                |                                                                                           |        |
| Nhóm tháp Khương Mỹ | cuối thế kỷ 9, đầu thế kỷ 10  |          | Quảng Nam      | Vishnu                                                                                    | [ 11 ] |
| Theo nhà khảo cổ học Pháp P. Stern, nhóm tháp Khương Mỹ được xem là nhóm tháp đầu tiên kiến trúc Chăm Pa xuất hiện ở Khương Mỹ một số mô típ trang trí của nghệ thuật của người Khmer. |                               |          |                |                                                                                           |        |
| Nhóm tháp Cánh Tiên | thế kỷ 12                     |          | Bình Định      | Makara                                                                                    | [ 12 ] |
| Tháp Cánh Tiên được xem là loại hình kiến trúc phổ biến của văn hoá Chăm Pa. Khác với nhiều tháp Chăm khác, sự trang trí của tháp Cánh Tiên được đánh giá là cầu kì hơn nhiều. Có ý kiến cho rằng ngôi tháp này là do vua Chế Mân xây dựng dành tặng hoàng hậu Huyền Trân. |                               |          |                |                                                                                           |        |
| Nhóm tháp Phú Lốc | cuối thế kỷ 11, đầu thế kỷ 12 |          | Bình Định      |                                                                                           | [ 13 ] |
| Có thông tin ghi chép cho rằng tên tháp còn là Phước Lộc. So với tháp Cánh Tiên, trang trí trên tháp Phú Lốc có phần đơn giản hơn. Mái tháp có ba tầng, ngăn cách với phần thân bởi một diềm đá không trang trí. Tầng mái của tháp Phú Lốc không còn được nguyên vẹn, có thể những dấu tích của phần mái nằm trên một quả đồi cách không xa tháp Phú Lốc, là nền móng của ba khối tháp đã bị sập đổ với gạch, đá đổ xuống chất thành gò. Tháp Phúc Lộc đã được Bộ Văn hoá – Thông tin Việt Nam xếp hạng di tích Kiến trúc nghệ thuật năm 1995. |                               |          |                |                                                                                           |        |
| Nhóm tháp Bánh Ít | cuối thế kỷ 11, đầu thế kỷ 12 |          | Bình Định      | Shiva                                                                                     | [ 14 ] |
| Còn được gọi là tháp Bạc. Quần thể tháp Bánh Ít gồm có 4 tháp: Đền thờ chính (Kalan), tháp cổng (Gopura), tháp hỏa (Kosagrha) và tháp bia (Posah). Căn cứ vào các phế tích còn lại, các nhà nghiên cứu cho rằng số lượng kiến trúc tại đây còn nhiều hơn, tạo nên một trung tâm tôn giáo hoàn chỉnh với nhiều loại hình kiến trúc khác nhau. |                               |          |                |                                                                                           |        |
| Nhóm tháp Thủ Thiện | thế kỷ 12 hoặc thế kỷ 13      |          | Bình Định      |                                                                                           | [ 15 ] |
| Được Bộ Văn hóa – Thông tin Việt Nam xếp hạng di tích Kiến trúc Nghệ thuật năm 1995. |                               |          |                |                                                                                           |        |
| Nhóm tháp Dương Long | cuối thế kỷ 12                |          | Bình Định      |                                                                                           | [ 16 ] |
| Còn được gọi là tháp Ngà. Cụm tháp này gồm ba tháp. Phần thân của các tháp xây bằng gạch, các góc được ghép bởi những tảng đá lớn chạm trổ. Tính quy mô của nhóm tháp Dương Long không chỉ thể hiện ở chiều cao mà còn ở lối kiến trúc độc đáo. Tháp giữa cao 42 m, là tháp cao nhất trong các tháp Chăm còn lại ở Việt Nam. Tháp Dương Long được đánh giá là một trong những tháp Chăm đẹp nhất Việt Nam. Tháp Dương Long đã được Bộ Văn hóa – Thông tin Việt Nam xếp hạng là di tích Kiến trúc Nghệ thuật năm 1980 và được Thủ tướng Chính phủ Việt Nam xếp hạng là di tích quốc gia đặc biệt vào năm 2015. |                               |          |                |                                                                                           |        |
| Nhóm tháp Bình Lâm | thế kỷ 12                     |          | Bình Định      |                                                                                           | [ 17 ] |
| Tháp Bình Lâm là một ngôi tháp tương đối đặc biệt ở tỉnh Bình Định vì sự khác biệt về vị trí khi các tháp khác nằm trên đồi còn tháp Bình Lâm nằm ngay trên đồng bằng. Tháp này được xếp hạng là di tích Kiến trúc Nghệ thuật vào năm 1993. |                               |          |                |                                                                                           |        |
| Nhóm tháp Đôi | cuối thế kỷ 12                |          | Bình Định      | Linga, Yoni                                                                               | [ 18 ] |
| Cả 2 ngôi tháp đều không phải là tháp vuông nhiều tầng theo kiến trúc truyền thống của tháp Chăm mà là một cấu trúc gồm hai phần chính: khối thân vuông và phần đỉnh hình tháp mặt cong, các góc tháp hiện lên những tượng chim thành Garuda Kiến trúc của tháp Đôi chịu ảnh hưởng của nghệ thuật Ấn Độ giáo. Tháp được Bộ Văn hóa – Thông tin Việt Nam xếp hạng là di tích Kiến trúc Nghệ thuật năm 1980. |                               |          |                |                                                                                           |        |
| Nhóm tháp Nhạn | cuối thế kỷ 11, đầu thế kỷ 12 |          | Phú Yên        | Thiên Y A Na                                                                              | [ 19 ] |
| Tuy xây dựng từ cuối thế kỷ 11 đầu thế kỷ 12 nhưng có truyền thuyết kể rằng việc tòa tháp được xây dựng có liên quan đến cuộc giao tranh của Lương Văn Chánh với quân Chăm (Chiêm Thành). Trong thời kỳ chiến tranh Đông Dương (1945 – 1954), thực dân Pháp khi tiến vào Việt Nam đã nã pháo làm cho đỉnh tháp và 3 góc tháp bị sụp đổ. Do bị tổn hại đáng kể trong chiến tranh, vào cuối năm 1960, dưới chính quyền Việt Nam Cộng hòa, tỉnh Phú Yên đã cho tu bổ tháp. Tháp Nhạn được xem là công trình kiến trúc nghệ thuật có giá trị lịch sử cao của người Chăm, cũng như là một di tích tiêu biểu của tỉnh Phú Yên. Tháp Nhạn đã được Bộ Văn hóa – Thông tin công nhận là Di tích kiến trúc – nghệ thuật cấp quốc gia vào năm 1988.                    |                               |          |                |                                                                                           |        |
| Nhóm tháp Po Nagar | giữa thế kỷ 8 đến thế kỷ 13   |          | Khánh Hoà      | Nữ thần Po Nagar, Thiên Y Thánh Mẫu cùng 2 người con của bà, ông Nam Hải, Skanda, Ganesa. | [ 20 ] |
| Khu di tích là quần thể công trình kiến trúc nghệ thuật độc đáo của vương quốc Chăm Pa cổ. Nơi đây còn là trung tâm tôn giáo thờ Nữ thần Ponagar và được người Việt tiếp tục gìn giữ, phát triển làm nơi thờ Thiên Y Thánh Mẫu của cộng đồng cư dân khu vực Nam Trung bộ và Tây Nguyên. Cụm tháp đã được Bộ Văn hóa - Thông tin xếp hạng di tích cấp Quốc gia năm 1979. đầu thế kỷ 20, di tích có 6 ngôi tháp, nhưng hiện tại chỉ còn 4 ngôi đền tháp còn tương đối hoàn chỉnh so với các công trình đền tháp Chăm Pa còn lại ở Việt Nam. |                               |          |                |                                                                                           |        |
| Nhóm tháp Hòa Lai | thế kỷ 9                      |          | Ninh Thuận     |                                                                                           | [ 21 ] |
| Ban đầu cụm tháp Hòa Lai có 3 tháp: Tháp Bắc, Tháp Giữa và Tháp Nam, một bờ thành và lò gạch. Tuy vậy Tháp Giữa xây dở dang nên hiện nay chỉ còn nền tháp. Cụm tháp này còn là một quần thể rất có giá trị về kiến trúc và điêu khắc của người Chăm, do đó được đặt tên mở đầu một phong cách kiến trúc Chăm là phong cách Hòa Lai. Năm 1986, trong khi khảo sát, Bảo tàng tỉnh Ninh Thuận đã phát hiện một linga bằng đá (sa thạch) ở khu vực Tháp. Thủ tướng Chính phủ Việt Nam đã quyết định xếp hạng di tích này là di tích quốc gia đặc biệt năm 2016. |                               |          |                |                                                                                           |        |
| Nhóm tháp Po Klong Garai | thế kỷ 13                     |          | Ninh Thuận     | Pô Klông Garai                                                                            | [ 22 ] |
| Pô Klông Garai là một quần thể gồm 3 tháp: tháp chính thờ vua Pô Klông Garai. Tháp cổng ở phía Đông và tháp Thần Lửa hơi hướng về phía Nam có mái hình thuyền. Tính tới thế kỷ 21, đây là cụm tháp còn nguyên vẹn về cả công trình kiến trúc lẫn việc tổ chức thờ phụng của người Chăm. Theo các tài liệu bia được ký tại tháp, chính tại tại vị trí này vào năm 1050, hai vị Hoàng thân anh em tên là Yuvaraja và Devaraja sau khi chiến thắng cuộc nổi dậy của người dân xứ Panduranga đã cho dựng 1 Linga và 1 cột chiến thắng tại đây. Cũng theo tài liệu, cụm tháp này còn do Chế Mân xây dựng trên nền tảng những di tích có trước đó để tôn kính Pô Klông Garai. Cụm tháp đã được công nhận là Di tích quốc gia đặc biệt.                            |                               |          |                |                                                                                           |        |
| Nhóm tháp Po Rome | thế kỷ 17                     |          | Ninh Thuận     | Po Rome và vợ                                                                             | [ 23 ] |
| Là cụm tháp cuối cùng được xây dựng bởi nền văn hóa vương quốc Chăm Pa, được coi là cột mốc của sự chấn hưng Ấn Độ giáo. Có thể trong quá khứ, tháp Po Rome là một cụm tháp gồm tháp chính, tháp lửa và tháp cổng, nhưng tới thế kỷ 21 chỉ còn tháp chính và một phần tháp lửa. Cuộc khai quật những hố xung quanh quần thể vào thế kỷ 21 cũng cho thấy vết tích xuất hiện một hố nước thiêng mang tên Somasutra. |                               |          |                |                                                                                           |        |
| Nhóm tháp Po Dam | cuối thế kỷ 8 đầu thế kỷ 9    |          | Bình Thuận     | Po Dam                                                                                    | [ 24 ] |
| Nhóm tháp Chăm Pô Dam còn được gọi là Pô Tằm. Đây là một trong những phong cách kiến trúc nghệ thuật sớm của vương quốc Chăm Pa được công nhận là Di tích Văn hóa - Lịch sử cấp quốc gia vào năm 1996. Nhóm đền tháp này bao gồm 6 tháp, hiện nay chỉ còn lại 3 tháp tương đối nguyên vẹn, còn 3 tháp khác bị sụp đổ. Hiện nay, nhóm tháp này là nơi người Chăm thực hiện những lễ nghi tôn giáo quan trọng, trong đó có lễ hội lớn nhất của người Chăm. Quần thể di tích đã phải trùng tu sau khi bị yếu tố thời tiết bào mòn làm rơi rụng gạch xây tháp, khiến cho phần liên kết còn lại rất yếu và có thể bị sụp đổ. |                               |          |                |                                                                                           |        |
| Nhóm tháp Po Sah Inư | cuối thế kỷ 8, đầu thế kỷ 9   |          | Bình Thuận     | Shiva                                                                                     | [ 25 ] |
| Ban đầu người Chăm xây dựng nhóm tháp Po Sah Inư để thờ thần Shiva nhưng đến thế kỷ 15, người Chăm tiếp tục xây dựng một số đền thờ dạng kiến trúc đơn giản để thờ công chúa Po Sah Inư. Do được xây dựng từ những viên gạch đỏ liên kết với nhau rất chắc chắn bởi một loại chất kết dính đặc biệt nên có nhiều giả thuyết cho rằng nhựa thực vật đã được sử dụng trong quá trình xây dựng tháp. Nhóm tháp Po Sah Inư đã được xếp hạng di tích kiến trúc nghệ thuật cấp quốc gia vào năm 1991. |                               |          |                |                                                                                           |        |
| Nhóm tháp Yang Praong | thế kỷ 13                     |          | Đắk Lắk        | Shiva                                                                                     |        |
| Còn được gọi là Tháp chàm Rừng xanh, là ngôi tháp duy nhất được tìm thấy khu vực Tây Nguyên. Tương truyền tháp này là một ngôi mộ của người đứng đầu làng Chăm ngày xưa. Yang Praong được công nhận là Di tích văn hoá kiến trúc cấp Quốc gia vào năm 1991. Tháp từng được Sở Văn hóa, Thể thao và Du lịch tỉnh Đắk Lắk đầu tư hơn 10 tỷ đồng để trùng tu. |                               |          |                |                                                                                           |        |

### Nhóm tháp phế tích
| Tên di chỉ | Niên đại                    | Hình ảnh phế tích | Tỉnh       | Nhân vật được tôn thờ          | Nguồn  |
| --- | --------------------------- | ----------------- | ---------- | ------------------------------ | ------ |
| Di chỉ tháp Phong Lệ | thế kỷ 10                   |                   | Đà Nẵng    | Shiva                          | [ 27 ] |
| Là một di chỉ khảo cổ được tình cờ phát hiện vào năm 2011 bởi một gia đình thường dân tại quận Cẩm Lệ, Đà Nẵng khi đào móng để xây nhà. Qua 3 đợt tiến hành khảo cổ, các nhà nghiên cứu tại Việt Nam đã phát hiện gần 400 hiện vật với nhiều chất liệu như đồ đá, gốm sứ, thạch anh, vàng. Trong phần lõi di chỉ tồn tại một “hố thiêng” có diện tích lớn và bố cục được cho là hoàn toàn khác lạ với các di tích Chăm Pa đã được phát hiện. Di chỉ khảo cổ Chăm Phong Lệ là một tổ hợp kiến trúc phân bố trên một gò đất cao, được bao quanh bởi một dòng chảy cổ thuộc sông Hàn. Ngày 23 tháng 2 năm 2021, di chỉ được xếp hạng là di tích khảo cổ học cấp thành phố.     |                             |                   |            |                                |        |
| Di chỉ tháp Cẩm Mít | trước thế kỷ 13             |                   | Đà Nẵng    |                                | [ 28 ] |
| Là một di chỉ được phát hiện sau khi nền móng của một quần thể tháp Chăm được khai quật năm 2012 tại huyện Hòa Vang, trong đó có công bố xác định rõ nền móng của 3 ngôi tháp liền kề, một nhà dài, tháp cổng và một đoạn thành bao. Căn cứ vào các hiện vật Yoni hoàn chỉnh và các hiện vật Tympan chưa hoàn thiện, đồng thời căn cứ vào đặc điểm gốm có thể xác định di chỉ này được trùng tu lần cuối vào khoảng thế kỷ 13, 14 dựa trên cơ sở kiến trúc đã xây từ các thế kỷ trước đó. |                             |                   |            |                                |        |
| Di chỉ tháp Mẫm | thế kỷ 8                    |                   | Quảng Nam  |                                | [ 29 ] |
| Tháp có kích thước lớn tiêu biểu cho phong cách Bình Định, một phong cách có nhiều mối quan hệ với nghệ thuật của Đại Việt triều đại nhà Lý,Trần và nghệ thuật Campuchia thời Angkor. |                             |                   |            |                                |        |
| Nhóm tháp Đồng Dương | thế kỷ 9                    |                   | Quảng Nam  | Laskmindra Lokesvara Svabhyada | [ 30 ] |
| Còn được gọi là Phật viện Đồng Dương. Đây từng là trung tâm Phật giáo nổi tiếng không chỉ của Vương quốc Chăm Pa mà còn của cả khu vực Đông Nam Á thời kì trung đại. Năm 1901, nhà nghiên cứu người Pháp L.Finot đã tiến hành khai quật Phật viện và sau đó công bố đề tài của mình, cũng như giới thiệu 229 hiện vật được phát hiện, nổi bật nhất là bức tượng Phật bằng đồng cao hơn 1 m. Di tích Đồng Dương là một phức hợp kiến trúc rộng lớn của một Phật viện bao gồm nhiều tổ hợp đền – tháp. Khu du tích đã được xếp hạng là di tích quốc gia đặc biệt năm 2016. |                             |                   |            |                                |        |
| Di chỉ tháp Trà Kiệu | cuối thế kỷ 1, đầu thế kỷ 2 |                   | Quảng Nam  |                                | [ 31 ] |
| Di tích Trà Kiệu là một quần thể bao gồm thành xây gạch và toàn bộ diện tích bên trong lòng thành, từng là một vùng văn hóa Chăm Pa cổ quan trọng. Đây còn là thủ đô đầu tiên của nước Lâm Ấp. Những kết quả khai quật nghiên cứu từ năm 1990 ở Trà Kiệu đã chứng minh sự diễn biến văn hóa liên tục từ giai đoạn sớm nhất có niên đại từ đầu Công nguyên đến những giai đoạn về sau. Di tích khảo cổ học thành Trà Kiệu đã được Bộ Văn hóa, Thể thao và Du lịch Việt Nam ban hành xếp hạng di tích cấp quốc gia vào năm 2013. |                             |                   |            |                                |        |
| Di chỉ tháp Chánh Lộ | thế kỷ 10 đến thế kỷ 11     |                   | Quảng Ngãi |                                | [ 32 ] |
| Nhóm tháp Chánh Lộ tọa lạc tại khu vực hiện nay là Bệnh viện Đa khoa Quảng Ngãi. Nhóm tháp Chánh Lộ cũng là nhóm tháp Chăm có quy mô lớn nhất từng được biết ở vùng phía nam châu Amaravati của Vương quốc Chăm Pa, tuy nhiên tới nay đã bị hư hại, sụp đổ theo thời gian và đến nay đã hoàn toàn không còn vết tích. Tổng diện tích khu tháp được khai quật là 7.200 m2, trong đó nền tháp trung tâm có hình bát giác, một dạng kiến trúc tháp Chăm hiện nay chỉ còn thấy ở nhóm tháp Bằng An (Quảng Nam). Tháp Chánh Lộ và phong cách Chánh Lộ trong kiến trúc và điêu khắc Chăm Pa hiện đang thu hút sự quan tâm đáng kể của các nhà nghiên cứu trong và ngoài Việt Nam. |                             |                   |            |                                |        |